# Johannes Boehland
Johannes Boehland, auch Johannes Ludwig Richard Boehland (* 16. April 1903 in Berlin; † 5. September 1964 ebenda) war ein deutscher Maler, Grafiker, Typograf und Buchkünstler.

## Leben

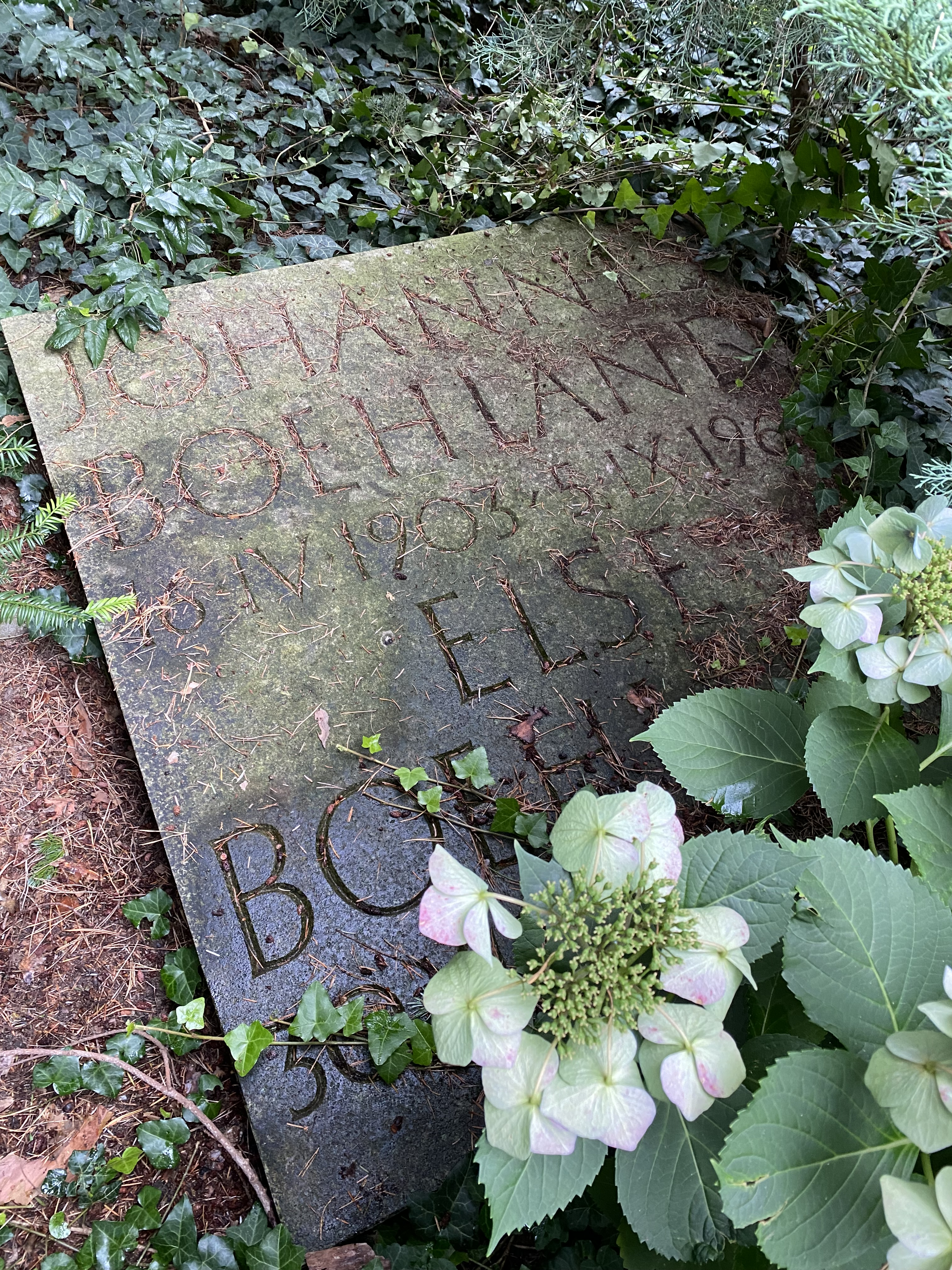
Grabstätte im Feld 002-9

Aufgewachsen als Sohn des angesehenen Dekorationsmalers Richard Boehland (1868–1935) und der Malerin Flora Gaillard, begann er seine künstlerische Ausbildung von 1920 bis 1926 an der Unterrichtsanstalt des Kunstgewerbemuseums Berlin bei den Professoren Oskar Hermann Werner Hadank und B. E. Scherz, sowie an den Vereinigten Staatsschulen für Freie und Angewandte Kunst in Berlin unter Emil Rudolf Weiß. An den Vereinigten Staatsschulen für Freie und Angewandte Kunst war er für längere Zeit als Meisterschüler seines Lehrers tätig. Nach seiner Ausbildung arbeitete er ab 1926 als Grafiker an der Staatlichen Porzellanmanufaktur Berlin. Jedoch fand er seine Berufung in der Lehre und fing schon in jungen Jahren an als Lehrer tätig zu werden. Ab 1929 unterrichtete er an der städtischen Kunstgewerbe- und Handwerkerschule Berlin-Charlottenburg. Weitere Lehrtätigkeiten übte er 1931 an der Meisterschule für Graphik und Buchgewerbe Berlin, 1945 an der Hochschule für bildende Künste Berlin, 1951 als Leiter der Abteilung Graphik an der Werkkunstschule Wiesbaden und 1954 an der Meisterschule für Graphik und Buchgewerbe Berlin aus. Am 5. September 1964 starb Johannes Boehland in Berlin und wurde auf dem dortigen Waldfriedhof Dahlem beigesetzt.
In der Zeit des Nationalsozialismus hatte Boehland kein Berufsverbot. Er war 1940 mit zwei Werken auf der Großen Deutschen Kunstausstellung im Haus der Kunst vertreten. Eine Auswertung der Kunstausstellungen deutscher Gegenwartskunst zwischen 1933 und 1945, für die ein Katalog mit den beteiligten Künstlern erhalten ist, zeigt, dass Boehland zwischen 1937 und 1943 neben der GDK an weiteren fünf Ausstellungen beteiligt war. Darüber hinaus zeigte im Juni 1942 der Mainfränkische Kunstverein in Würzburg ihn und Hans Haffenrichter unter dem Titel Aquarelle und Zeichnungen von Haffenrichter und Joh. Boehland.

## Werk
Bereits 1938 wurde im Bericht über eine Ausstellung der Unterschied zwischen zwei stilistischen Trends im Schaffen Boehlands beschrieben: „(...) man nimmt einen ausgesprochenen Gegensatz wahr zwischen besonders feinen, fast zarten und besonders kräftigen Arbeiten. Zu den ersteren gehören zunächst die Stadtbilder und Architekturansichten, etwa die mit sparsamen, dünnen Strichen ausgeführten Bleistiftzeichnungen (...) Zu den kräftigen und lapidar geschnittenen Blättern und Entwürfen gehören besonders die Arbeiten für das neue Deutschland, die Olympiaglocke und die Olympischen Ehrenurkunden, die Staatsrats-Urkunde, ferner die Entwürfe zum Preußischen Hoheitsabzeichen.“ Typisch für den hier angesprochenen, betont kraftvollen NS-Stil ist beispielsweise auch das Winterhilfswerk-Plakat von 1933, typisch für die feingliedrig gestrichelten, dekorativ-verspielten Zeichnungen sind andererseits die Meeresgötter auf dem Umschlag des Madagascar-Buchs (1942) und die Illustrationen zu Herbert Schindlers Barockreisen (gedruckt 1964).
In der Nachkriegszeit wurden seine Graphik und seine Zeichnungen gelobt, allerdings nicht für Originalität und Einfallsreichtum, und größere Arbeiten stießen auch auf Vorbehalte: „Boehland ist ein großer Könner, seine Gebrauchsgraphik, seine Schriftentwürfe und Zeichnungen sind äußerst sauber und abgewogen (...) Die Vorstudien zur Ausmalung eines Musiksaales sind problematischer (...) und (das) wäre wohl nicht mehr ganz zeitgemäß.“
Zu seinen Werken zählen einige sehr prestigeträchtige Aufträge mit großer Reichweite, unter anderem das Logo für die Olympischen Sommerspiele 1936, die Olympiaglocke, evangelische Kirchengesangbücher und das (bis 2014) maßgebliche Beethoven-Werkverzeichnis.

## Werke (Auswahl)
Arbeiten für die Olympischen Sommerspiele 1936 in Berlin
- Entwurf der Olympiaglocke (1932–1935)[8] für die Olympischen Spiele 1936, Berlin, Olympiastadion: mit dem Reichsadler, den olympischen Ringen und der am Rand umlaufenden Schrift „Ich rufe die Jugend der Welt“
- Logo der Olympischen Spiele mit der Olympiaglocke[9]
- Ehrenurkunden[10]

Kunst am Bau, Bauausstattung
- Die Gegend am Königstor um 1730, Entwurf für eines der sechs Porzellanfliesen-Wandbilder mit historischen Berlin-Ansichten (1930) im U-Bahnhof Alexanderplatz, Berlin. 1974 wurde der Zyklus um zwei weitere Bilder ergänzt. Die Originale von 1930 sind verloren, die Rekonstruktionen der Nachkriegszeit (1974?) befinden sich seit 2006 in der Sammlung der Stiftung Stadtmuseum Berlin.[11]
- Beschriftung an vier Pylonen der Berliner Universität für die Gefallenen
- Fries im großen Konzertsaal des Kurhauses Wiesbaden
- Wandmalereien im Foyer des Hessischen Staatstheaters Wiesbaden
- Wandmalereien im Mozartsaal der Helene-Lange-Schule in Wiesbaden (um 1955?)[12]
- Fresken in den Restaurationsräumen des Frankfurter Hauptbahnhofs
- kartografische Darstellung Deutschlands als Wandmosaik für das Direktionsgebäude der Allianz-Versicherung in Köln
- Entwurf für die „Chronik“ des Nationaltheaters in Mannheim (mit 1500 in Stahl geschmiedeten Buchstaben)
- Entwurf von Glasfenstern für das Treppenhaus im Ernst-Reuter-Haus in Berlin-Charlottenburg
- Entwurf von Glasfenstern  für den Chor der Martinskirche in Kassel: Die von Hugo Schneider entworfenen Chorfenster (1889–1892) waren im 2. Weltkrieg zerstört worden.[13] Boehlands Entwürfe wurden offenbar nicht verwirklicht. Die heutigen Chorfenster[14] stammen von Hans Gottfried von Stockhausen (1958).[15]

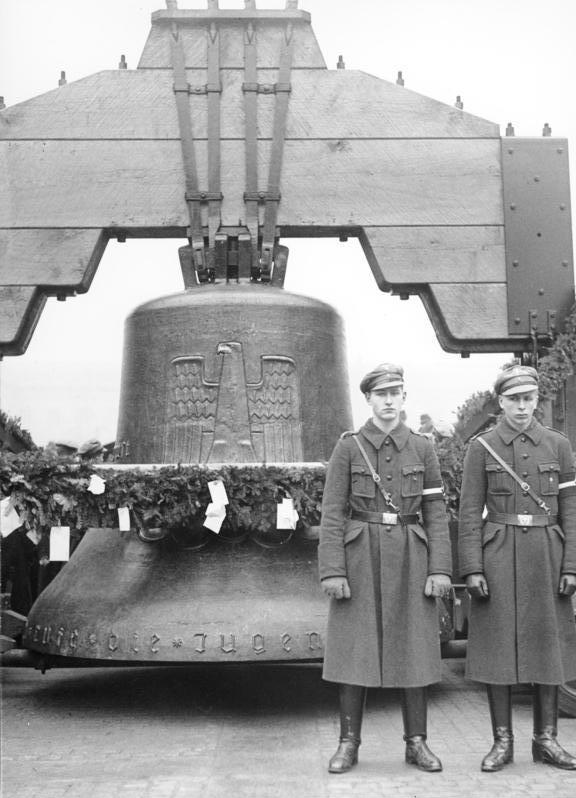
Olympiaglocke (1932–1935)
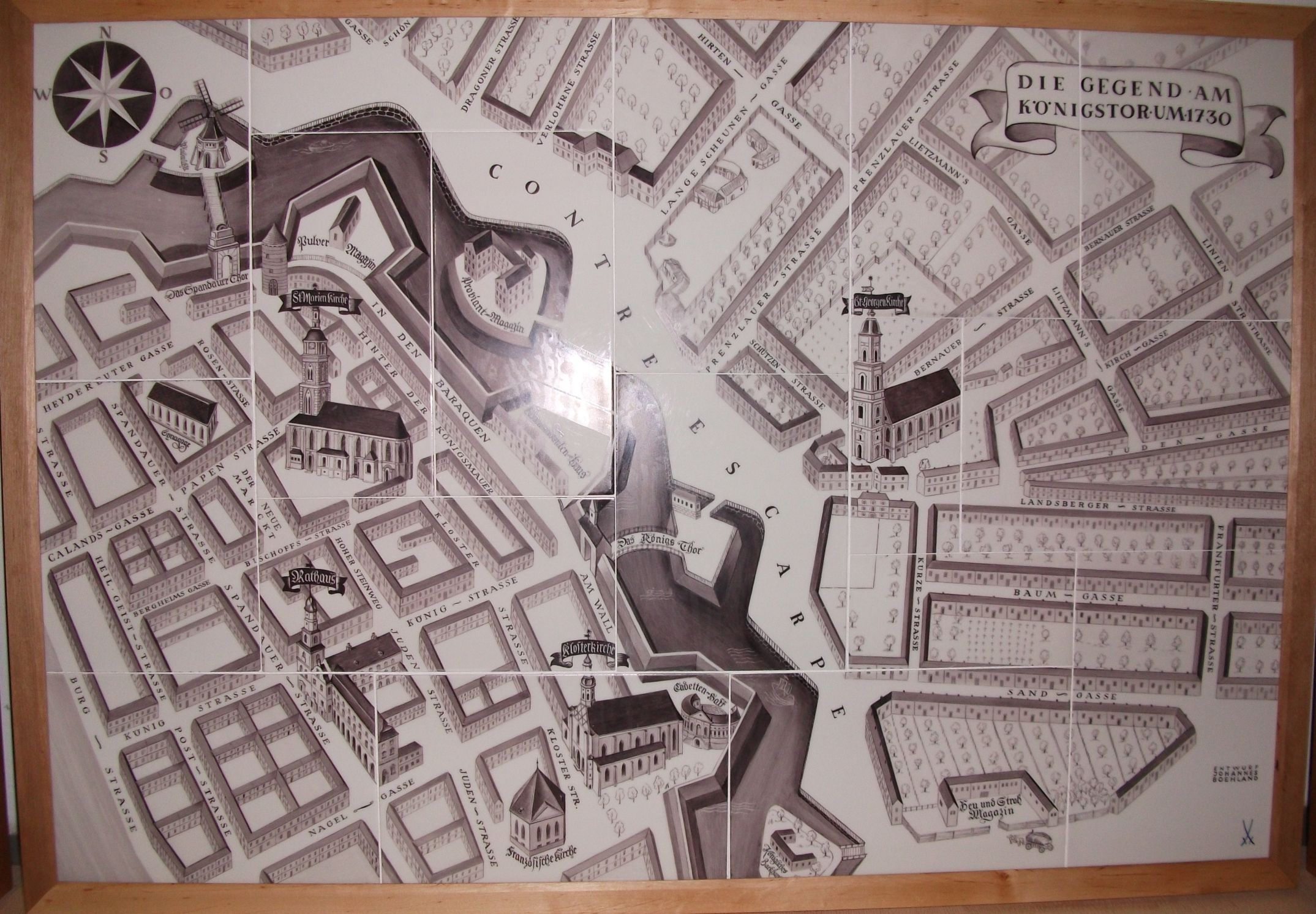
Porzellan-Wandbild: Die Gegend am Königstor um 1730 (1930)
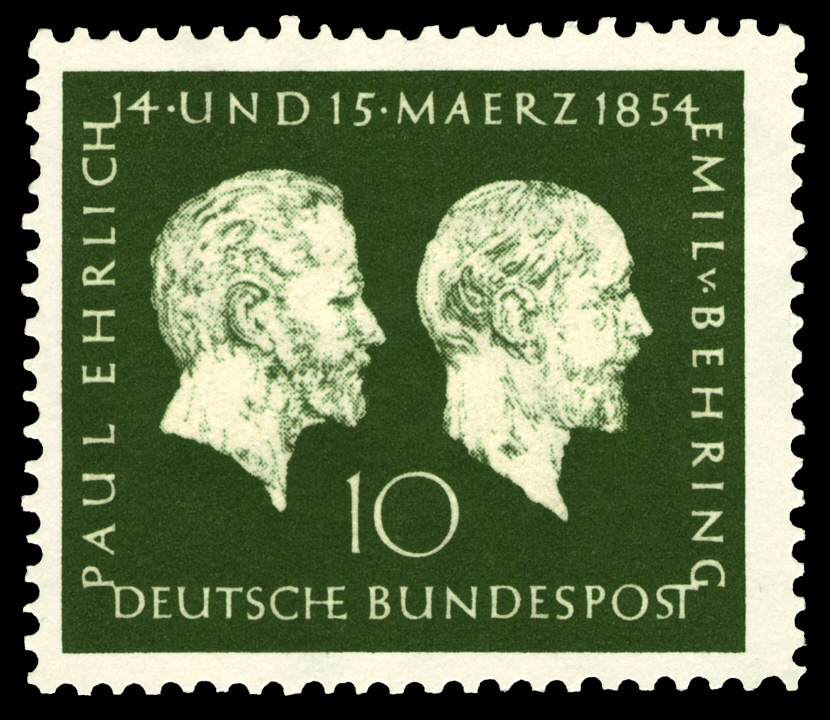
Briefmarke: Paul Ehrlich und Emil von Behring (1954)

Schriftgestaltung
- 1942: Schrift „Reglindis“, unveröffentlicht[16]
- 1951: Pinselschrift „Balzac“ (vorgelegt im Handschnitt), für Firma D. Stempel AG.[17][18]
 Anwendungsbeispiel: Trilussa: Die bekehrte Schlange und siebenundzwanzig andere Fabeln. Aus dem römischen Volksdialekt übertragen von Hans von Hülsen. Mit 6 Illustrationen von Werner vom Scheidt. Insel, Wiesbaden 1952 (3. Druck der Trajanus-Presse, Frankfurt a. M., mit Typen der von Johannes Boehland geschaffenen „Balzac“ der Schriftgießerei Stempel in Frankfurt am Main).

Briefmarkenentwurf
- 1954: 100. Geburtstag von Paul Ehrlich (1854–1915) und Emil von Behring (1854–1917)

Plakate
- „Deine Hand dem Handwerk“. Plakat zur Straßensammlung des Winterhilfswerks nach dem Entwurf von Walter Riemer und Johannes Boehland (1933)[19]

Buchausstattung, Buchillustrationen
- 25 Jahre Private Kunstschule des Westens. Von 1904 bis 1929. Leitung: E. Stalmann. Berlin/Charlottenburg. Berlin 1929, DNB 574514651 (zumindest der „sehr avantgardistisch (...) gestaltete“ Einband ist von Boehland).[20]
- August Winnig: Heimkehr. Hanseatische Verlagsanstalt, Hamburg 1935.
- August Winnig: Europa. Gedanken eines Deutschen. Eckart-Verlag, Berlin-Steglitz 1937 (Umschlag von Johannes Boehland), DNB 361893876.
- Friedrich Schnack: Große Insel Madagascar. Dietrich Reimer/Andrews & Steiner, Berlin 1942 (Einbandentwurf mit Zeichnung von Boehland).
- Franz Höller: Spiel um Liebe. Volk und Reich Verlag, Prag 1943, DNB 57477842X (Einband: Johannes Boehland).[21]
- Leo Hans Mally: Prag. Ein Gedichtbuch. Mit Zeichnungen von Johannes Boehland. Volk und Reich Verlag, Prag 1943, DNB 361190115 und Feldpostausgabe DNB 57497623X.
- Rudolf Fischer: Die Weiberjagd. Komödie in 3 Aufzügen. Volk und Reich Verlag, Prag 1944 (Umschlag: Johannes Boehland).
- Posen. Zeichnungen von Johannes Boehland. Eduard Stichnote, Potsdam 1944 (großformatige Mappe mit 14 Zeichnungen).
- Rudolf Krämer-Badoni: Land der offenen Tore. Zeichnungen von Johannes Boehland. Erasmusdruck Max Krause, Wiesbaden 1951, DNB 452553873 (neun Motive aus dem Raum Wiesbaden – Mainz – Kiedrich – Eberbach – Rüdesheim).
- Schriftgraphik für evangelische Gesangbücher in West- und Ostdeutschland[22]
- Georg Kinsky: Das Werk Beethovens. Thematisch-bibliographisches Verzeichnis seiner sämtlichen vollendeten Kompositionen. Nach dem Tode des Verfassers abgeschlossen und herausgegeben von Hans Halm. G. Henle Verlag, München/Duisburg 1955, DNB 452411246 („Einbandgestaltung: Professor Johannes Boehland, Wiesbaden“).
- Okulare Skizzen. Ausschnitte aus der Weltliteratur. Mit Illustrationen von Johannes Boehland. Zeiss, Oberkochen/Württ. 1961, DNB 454732120.
- Mit einem Mund. Einstimmiges Chorbuch für den Gottesdienst. Ausgewählt und zusammengestellt von Hermann Stern. Verlag Merseburger, Berlin 1964, DNB 576989835 (Titelzeichnung von Boehland).
- Herbert Schindler: Barockreisen in Schwaben und Altbayern. Mit Zeichnungen von Johannes Boehland. 3. Auflage. Prestel, München 1970, ISBN 3-7913-0300-7 (1. Auflage 1964).

## Ausstellungen
Gemeinschaftsausstellungen
- 1940: Große Deutsche Kunstausstellung, Haus der Kunst, München
- 1941: Oktober-Ausstellung, Nassauischer Kunstverein Wiesbaden, Wiesbaden[23]
- 1942: Aquarelle und Zeichnungen von Haffenrichter und Joh. Boehland, Mainfränkischer Kunstverein, Würzburg
- 1952: Weihnachts-Verkaufs-Ausstellung, Nassauischer Kunstverein Wiesbaden, Wiesbaden[24]

Einzelausstellungen
- 1938: Schriftmuseum Rudolf Blanckertz, Berlin[25]
- 1951: Werkkunstschule Wiesbaden
- 1955: Galerie Spitta & Leutz, Berlin[26]
- 1959: Galerie Gerd Rosen, Berlin
- 1961: Galerie Manfred Stracke, Düsseldorf
- 1963: Gutenberg-Museum, Mainz[27]
- 1963: Galerie Gertrud von Kalkstein, Berlin
- 1964: Akademie für Grafik, Druck und Werbung Berlin
- 1964: Städtisches Museum Wiesbaden, Gemäldegalerie
- 1965: Gedenkausstellung der Stadt Wiesbaden